# Station Kuźnica Białostocka
Station Kuźnica Białostocka is een spoorwegstation in de Poolse plaats Kuźnica.